# Morpho anakreon
Morpho anakreon är en fjärilsart som beskrevs av Hans Fruhstorfer 1910. Morpho anakreon ingår i släktet Morpho och familjen praktfjärilar. Inga underarter finns listade i Catalogue of Life.